# 笹田貴之
笹田 貴之（1979年8月7日—），是日本男性聲優。

## 出演作品

### 電視動畫
- 地下城與勇士－山賊C
- 宇宙星路－學生
- 陰陽大戰記－ガイタツ
- 金色琴弦〜primo passo〜－學生
- 銀魂－組員、店員A
- 最終兵器少女－カズ
- SKIP BEAT！華麗的挑戰－石橋光
- 高嶺的單車－警察官
- 櫻桃小丸子－王子、6年級的學生
- Night Wizard! The ANIMATION－ロンギヌス
- 妖逆門－イサミ
- 踢出我天地－上野悟
- 魔豆傳奇－王子
- ONE PIECE－シャンディア

2006年
- 櫻蘭高校男公關部（初中部時代的男學生、男學生C）

2015年
- 名侦探柯南（冈本刑警）

2017年
- 名侦探柯南（宾馆服务员）

2020年
- 名侦探柯南（铃木直树）

### OVA
- 異世界聖機師物語（瑟雷斯）
- 聖鬥士星矢 冥王篇－ミスティ

### 遊戲作品
- 戰國無雙－淺井長政
  - 戰國無雙猛將傳－淺井長政
- 最後一戰3

### 外國影片
- 哈利波特－火盃的考驗

## 外部連結
- （日語）經紀公司網站所載簡歷
- （日語）笹田貴之的部落格 （页面存档备份，存于）
- （日語）笹田貴之的Twitter （页面存档备份，存于）